# White Wings Hanau
Die White Wings Hanau waren eine deutsche Basketballmannschaft aus der hessischen Stadt Hanau. Von 2015 bis 2019 spielte die Mannschaft in Deutschlands zweithöchster Liga, der 2. Bundesliga ProA, und ab der Saison 2019/20 bis zum Lizenzentzug im April 2023 in der 2. Bundesliga ProB. Sie wurde von der 2013 gegründeten White Wings Basketball GmbH betrieben.

## Geschichte
Stammverein der White Wings ist die Turngemeinde 1837 Hanau. 2009 stieg die TG Hanau als Meister der zweiten Regionalliga Südwest-Nord in die erste Regionalliga (Südwest-Staffel) auf.

### Von der Regionalliga in die 2. Bundesliga ProB
2011 gewann die Mannschaft unter der Leitung von Trainer Hans Beth den Titel in der ersten Regionalliga und schaffte somit den Sprung in die 2. Bundesliga ProB. Im März 2013 trennte sich der Verein von Trainer Beth, um vor dem Beginn der ProB-Abstiegsrunde einen neuen Impuls zu setzen. Assistenztrainer Helmut Wolf übernahm Beths Amt bis zum Saisonende und führte die Mannschaft zum Klassenerhalt.
Im Mai 2013 wurde die White Wings Basketball GmbH gegründet, die fortan die Mannschaft betrieb. Erster Aufsichtsratsvorsitzender der neuen GmbH wurde Harald Nickel, das Amt des Geschäftsführers wurde in die Hände von Sebastian Bartholomäus gelegt. Kurz darauf wurde mit dem US-Amerikaner Ty Shaw ein neuer Cheftrainer eingestellt, der zuvor beim TV Langen gearbeitet hatte. Die Hauptrunde der Saison 2013/14 schloss Hanau als Tabellenerster der ProB Süd ab, schied in der anschließenden Endrunde aber im Achtelfinale gegen den Achtplatzierten der Nord-Staffel, den VfL Bochum, aus.

### Vier Jahre in der 2. Bundesliga ProA
Das Spieljahr 2014/15 gestaltete sich in der Anfangsphase sportlich schwierig. Ende Oktober 2014 wurde Trainer Shaw entlassen, nachdem die ersten fünf Saisonspiel jeweils mit Niederlagen geendet hatten. Steven Clauss wurde sein Nachfolger. Clauss führte die Hanauer ins Playoff-Viertelfinale, wo sie sich Rostock geschlagen geben mussten. Im Anschluss an die Saison konnten sich Clauss und der Verein nicht auf eine Fortsetzung der Arbeit verständigen, es kam zur Trennung. Oldenburg und Wedel, die das sportliche Teilnahmerecht für die 2. Bundesliga ProA als Meister beziehungsweise Vizemeister erlangten, stellten keinen Lizenzantrag für die zweithöchste deutsche Spielklasse. Hanau und Leipzig stiegen somit auf, weil „dies die bestplatzierten Clubs mit einem aufrecht erhaltenen Lizenzantrag für die ProA“ waren, wie es seitens der Ligaleitung hieß.
Die Hanauer gingen mit dem US-Amerikaner Simon Cote als Trainer in die ProA. Cote war im Mai 2015 als Nachfolger von Steven Clauss vorgestellt worden. Ende Januar 2016 wurde die „White Wings Juniors Basketball“-Akademie ins Leben gerufen, um die Nachwuchsförderung voranzubringen. Ebenfalls im Januar 2016 wurde ein Konzept vorgestellt, welches bis 2022 den Aufbau eines Internat, den Bau einer Multifunktionshalle und den Aufstieg in die erste Liga vorsah. In der Saison 2017/18 erreichte die Mannschaft erstmals die ProA-Playoffs, wo man in der ersten Runde gegen Crailsheim ausschied.
Eigenen Angaben nach standen die White Wings im November 2018 nach einem Saisonfehlstart nicht nur sportlich, sondern auch strukturell und wirtschaftlich am Scheideweg, in einer Mitteilung des Vereins war von „internen konzeptionellen Meinungsverschiedenheiten“ die Rede. Innerhalb weniger Wochen musste die wirtschaftliche Lage aufgebessert werden. Zum 1. Januar 2019 übernahm die Unternehmensgruppe Ebbecke die Namensrechte an der Mannschaft, die zuvor viereinhalb Spieljahre lang den Namen der Firma Hebeisen Küchen trug. Mitte Februar 2019 schied Sebastian Bartholomäus als Geschäftsführer aus dem Amt. In den vorangegangenen neun Monaten hatten bereits Sportdirektor Helmut Wolf (kehrte später in anderer Funktion in die Führungsetage zurück) sowie Jens Gottwald als Mitglied der Klubführung ihre Posten geräumt. Neuer Geschäftsführer wurde Marcus Stützer. Ende März 2019 stand der sportliche Abstieg aus der ProA fest.

### Zurück in der 2. Bundesliga ProB
Zum 1. Juli 2019 gab es einen abermaligen Wechsel in der Leitung der Betreibergesellschaft: Der zuvor unter anderem für die Bereiche Finanzen, Lizenzierung und Werbung zuständige Sebastian Lübeck wurde Geschäftsführer. Im November 2019 trennte man sich von Trainer Cote, die Mannschaft lag zu diesem Zeitpunkt im Tabellenmittelfeld. Begründet wurde der Schritt damit, dass „die jeweils geplanten Ziele sich in unterschiedliche Richtung“ entwickelten. Co-Trainer Michael Luprich betreute die Mannschaft anschließend in fünf Spielen, Ende Dezember 2019 wurde Stephan Völkel als neuer Cheftrainer eingestellt. Unter Völkel schloss Hanau die Hauptrunde des Spieljahres 2019/20 auf dem dritten Rang der Südstaffel der 2. Bundesliga ProB ab. Die Meisterrunde wurde wegen der Ausbreitung von COVID-19 nicht ausgetragen. Völkels Amtszeit endete nach der Saison, neuer Trainer wurde im Sommer 2020 der Pole Kamil Piechucki. 2021 lief der Vertrag des Namensgebers Ebbecke ab, die Mannschaft lief fortan wieder als White Wings Hanau auf. Anfang März 2022 wurde Piechucki entlassen und durch seinen Assistenten Marti Zamora ersetzt. Geschäftsführer Lübeck gab im Oktober 2022 das Ende seiner Amtszeit, wirksam am 1. November 2022, bekannt. Mehrheitsgesellschafter Axel Ebbecke übernahm die Geschäftsführung.
Im März 2023 gaben die White Wings bekannt, einen Insolvenzantrag gestellt zu haben, der Spielbetrieb sollte dennoch nach Möglichkeit fortgeführt werden. Nach Angaben des Geschäftsführer fehlte eine Summe in Höhe von 144 000 Euro, um den Betrieb bis zum Ende der Saison 2022/23 sicherzustellen. Ebbecke sprach vom Vorliegen vieler „Ungereimtheiten“ und bestätige, dass „nicht bekannte Verpflichtungen auf die White Wings zukamen“. Er erhob diesbezüglich schwere Vorwürfe gegen seinen Vorgänger, die dieser zurückwies. Sportlich stand die Mannschaft gut da, belegte den zweiten Tabellenplatz und hatte im Saisonverlauf 16 Spiele in Folge gewonnen. Laut Bekanntgabe der 2. Bundesliga war die Ligaleitung vor der Veröffentlichung durch den Verein nicht über die Vorgänge in Kenntnis gesetzt worden. Es wurde ein Nachlizenzierungsverfahren gegen die Hanauer eingeleitet. Anfang April 2023 gab die Liga erst den Entscheid bekannt, der Mannschaft aufgrund von Verstößen gegen die Lizenzbestimmungen sechs Wertungspunkte abzuziehen. Es sei festgestellt worden, „dass mehrfach vorsätzlich falsche Angaben gegenüber der Liga im Rahmen der Lizenzierung zur laufenden Saison gemacht wurden“. Drei Tage später wurde der rückwirkende Lizenzentzug vermeldet, wodurch die Hanauer vorbehaltlich des Eintritts der Rechtskraft als ProB-Absteiger feststanden. Kurz darauf wurde der Entscheid, gegen den kein Widerspruch eingelegt wurde, rechtskräftig. Die Mannschaft hatte sportlich die Teilnahmeberechtigung am ProB-Achtelfinale erlangt, trat zu den Spielen gegen Itzehoe im April 2023 aber wegen des Lizenzentzugs nicht mehr an. Noch im Juli 2023 berichtete die Zeitung Offenbach-Post mit Berufung auf Aussagen von Spielern und Mannschaftsverantwortlichen von nach wie vor ausstehenden Gehältern. Die Regionalliga-Teilnahmeberechtigung ging an die TG Hanau über. Eine Zusammenarbeit mit der vorherigen Betreibergesellschaft der White Wings schloss der Verein aus.

## Erfolge
- 2014, 2015, 2021 (Viertelfinale) Playoff-Teilnahme in der 2. Bundesliga ProB
- 2015 Aufstieg in die 2. Bundesliga ProA

## Vergangene Spielzeiten (seit 2005)
- 2005/2006: 5. Platz in der Oberliga Hessen
- 2006/2007: 3. Platz in der Oberliga Hessen
- 2007/2008: 6. Platz in der 2. Regionalliga Süd-West-Nord
- 2008/2009: 1. Platz in der 2. Regionalliga Süd-West-Nord
- 2009/2010: 8. Platz in der 1. Regionalliga Süd-West
- 2010/2011: 1. Platz in der 1. Regionalliga Süd-West
- 2011/2012: 6. Platz in der ProB-Süd (Im Play-off-Achtelfinale mit 0:2 gegen den SC Rasta Vechta ausgeschieden)
- 2012/2013: 9. Platz in der ProB-Süd (Als Tabellenerster der Abstiegsrunde den Klassenerhalt gesichert)
- 2013/2014: 1. Platz in der ProB-Süd (Im Play-off-Achtelfinale mit 1:2 gegen den VfL Bochum ausgeschieden)
- 2014/2015: 4. Platz ProB-Süd (Im Play-off-Viertelfinale mit 1:2 gegen die Rostock Seawolves ausgeschieden); da andere Anwärter verzichteten, nahmen die Hanauer die Möglichkeit des ProA-Aufstieges wahr[36]
- 2015/2016: 11. Platz ProA
- 2016/2017: 11. Platz ProA
- 2017/2018: 7. Platz ProA (Im Play-off-Viertelfinale mit 0:3 gegen Crailsheim ausgeschieden)
- 2018/2019: 15. Platz ProA (Abstieg in die 2. Bundesliga ProB)
- 2019/2020: 3. Platz ProB (Meisterrunde wurde nicht ausgetragen)
- 2020/2021: 8. Platz ProB (Ausscheiden in Viertelfinalrunde)
- 2021/2022: 8. Platz ProB (Ausscheiden in Achtelfinalrunde)[37]
- 2022/2023: 2. Platz ProB (Abstieg wegen Lizenzentzug im April 2023)

## Kader 2021/22 - 2. Bundesliga ProB Süd

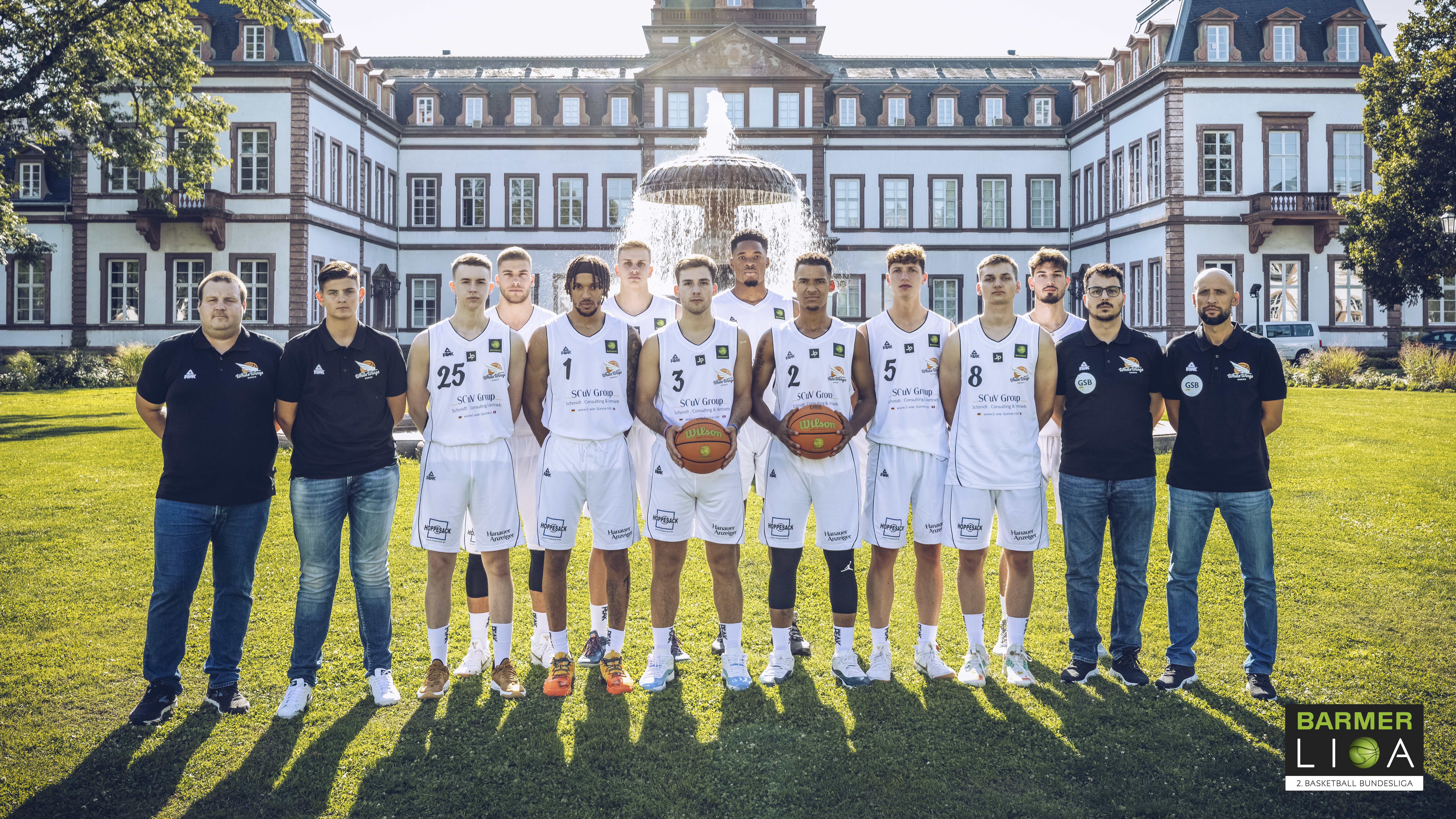

| Spieler | Spieler            | Spieler             | Spieler    | Spieler | Spieler        | Spieler                        |
| Nr.     | Nat.               | Name                | Geburt     | Größe   | Info           | Letzter Verein                 |
| ------- | ------------------ | ------------------- | ---------- | ------- | -------------- | ------------------------------ |
| 1       | Vereinigte Staaten | Dewrell Tisdale Jr. | 29.12.1993 | 1,96 m  | Small Forward  | Lakeland Magic (G-League, USA) |
| 2       | Deutschland        | Dion Braimoh        | 14.04.1999 | 1,95 m  | Small Forward  | Wiha Panthers Schwenningen     |
| 3       | Deutschland        | Philip Hecker       | 19.01.2002 | 1,93 m  | Small Forward  | MTV Kronberg                   |
| 5       | Deutschland        | Niklas Krause       | 06.09.2002 | 1,98 m  | Point Guard    | ASC Theresianum Mainz          |
| 8       | Deutschland        | Jonas Stenger       | 06.07.2003 | 1,89 m  | Shooting Guard | TG Hanau                       |
| 11      | Frankreich         | Irvin Katumbayi     | 11.08.1998 | 2,06 m  | Center         | AS Niort                       |
| 13      | Deutschland        | Stefan Vasovic      | 11.06.2001 | 1,95 m  | Shooting Guard | Crailsheim Merlins             |
| 20      | Deutschland        | Philipp Walz        | 16.06.2001 | 2,03 m  | Power Forward  | FC Bayern München II           |
| 21      | Italien            | Victor Demetrio     | 30.10.1995 | 2,06 m  | Center         | Botafogo                       |
| 25      | Deutschland        | Luca Eibelshäuser   | 02.11.2001 | 1,90 m  | Shooting Guard | TG Hanau                       |
| 35      | Deutschland        | Matthias Fichtner   | 03.10.1998 | 1,97 m  | Power Forward  | MTB Baskets Hannover           |

| Trainer | Trainer      | Trainer          |
| Nat.    | Name         | Position         |
| ------- | ------------ | ---------------- |
| Spanien | Marti Zamora | Cheftrainer      |
| {{\|#}} |              | Assistenztrainer |

| Legende           | Legende            |
| Abk.              | Bedeutung          |
| ----------------- | ------------------ |
| (C)               | Mannschaftskapitän |
| Quellen           |                    |
| Teamhomepage      |                    |
| Ligahomepage      |                    |
| Stand: 05.11.2021 |                    |

| Legende           | Legende            |
| Abk.              | Bedeutung          |
| ----------------- | ------------------ |
| (C)               | Mannschaftskapitän |
| Quellen           |                    |
| Teamhomepage      |                    |
| Ligahomepage      |                    |
| Stand: 05.11.2021 |                    |

## Trainer
| Amtszeit        | Name            |
| --------------- | --------------- |
| 2010–03/2013    | Hans Beth       |
| 2013            | Helmut Wolf     |
| 2013–10/2014    | Ty Shaw         |
| 10/2014–2015    | Steven Clauss   |
| 2015–11/2019    | Simon Cote      |
| 11/2019–12/2019 | Michael Luprich |
| 12/2019–03/2020 | Stephan Völkel  |
| 2020–03/2022    | Kamil Piechucki |
| 03/2022–2023    | Marti Zamora    |

## Halle
Die Hanauer trugen ihre Heimspiele in der 1.564 Zuschauer fassenden Main-Kinzig-Halle aus. In der Saison 2019/20 kamen im Schnitt rund 650 Besucher zu den Heimspielen in der 2. Basketball-Bundesliga ProB.

## Belege
1. ↑  Redaktion: White Wings trennen sich von Trainer Hans Beth. Abgerufen am 20. März 2017.
2. ↑  Redaktion: White Wings Basketball GmbH stellt sich vor. Abgerufen am 20. März 2017.
3. ↑  Hanau wirbt Langen Trainer Ty Shaw ab. In: Offenbach-Post. 22. Mai 2013 (op-online.de [abgerufen am 20. März 2017]).
4. ↑  Ralf Rudzynski: AstroStars ziehen ins Viertelfinale ein. (ruhrnachrichten.de [abgerufen am 20. März 2017]).
5. ↑  Echo Zeitungen GmbH: Steven Clauss löst in Hanau Ty Shaw ab. In: Darmstädter Echo. 29. Oktober 2014 (archive.org).
6. ↑  Wahnsinn! SEAWOLVES im Halbfinale - ROSTOCK SEAWOLVES BASKETBALL. Abgerufen am 20. März 2017.
7. ↑  ProB: Coach Clauss verlässt die White Wings. In: Offenbach-Post. 27. April 2015 (op-online.de [abgerufen am 20. März 2017]).
8. ↑  2. Basketball-Bundesliga | Lizenzierung 2015/2016. Abgerufen am 20. März 2017.
9. ↑  HEBEISEN WHITE WINGS verpflichten Simon Cote als Head Coach | HanauOnline. Archiviert vom Original (nicht mehr online verfügbar) am 11. Februar 2017; abgerufen am 20. März 2017.  Info: Der Archivlink wurde automatisch eingesetzt und noch nicht geprüft. Bitte prüfe Original- und Archivlink gemäß Anleitung und entferne dann diesen Hinweis.
10. ↑  HanauOnline | „White Wings Juniors Basketball“-Akademie gegründet. Abgerufen am 20. März 2017.
11. ↑  White Wings » „TRANSITION OFFENSE 2022“ – HEBEISEN WHITE WINGS PRÄSENTIEREN NEUES KONZEPT. Abgerufen am 11. Dezember 2018.
12. ↑  Südwest Presse Online-Dienste GmbH: Ilshofen/Crailsheim: Merlins ziehen ins Playoff-Halbfinale ein. 16. April 2018, abgerufen am 11. Dezember 2018.
13. 1 2  Neuer Namenssponsor, neue Managementstrukturen, neue Spieler. In: schoenen-dunk.de. Abgerufen am 8. Februar 2019.
14. ↑  https://www.hanauer.de/ha_350_111637367-29-_Ebbecke-Verfahrenstechnik-neuer-Hauptsponsor-der-White-Wings.html
15. ↑  White Wings » Führungswechsel bei den Ebbecke White Wings. Abgerufen am 8. Februar 2019.
16. ↑  Basketball: White Wings stellen sich neu auf. In: op-online.de. 5. Februar 2019, abgerufen am 8. Februar 2019.
17. ↑  HANAUER ANZEIGER: ProA: White Wings gewinnen und steigen trotzdem ab. Abgerufen am 27. März 2019.
18. ↑  https://www.brk-kurier.de/sport/ebbecke-white-wings-erstem-neuzugang-id54104.html
19. ↑  https://www.whitewings.de/2019/11/15/eine-aera-geht-zu-ende-ebbecke-white-wings-und-simon-cote-gehen-getrennte-weg/
20. ↑  https://www.whitewings.de/2019/12/27/stephan-voelkel-wird-neuer-headcoach-der-ebbecke-white-wings-hanau/
21. ↑  https://www.2basketballbundesliga.de/tabelle-prob-sued/
22. ↑  Neuer Headcoach bei den Ebbecke White Wings – Witamy Kamil Piechucki! In: 2. Basketball-Bundesliga. Abgerufen am 13. Juli 2020 (deutsch).
23. ↑  Zurück zum Ursprung – Team tritt als White Wings Hanau an. In: 2basketballbundesliga.de/. Abgerufen am 29. Juli 2021.
24. ↑  Kamil Piechucki nicht mehr Head Coach der White Wings Hanau. In: White Wings Hanau. 8. März 2022, abgerufen am 9. März 2022.
25. ↑  Mehr Zeit für die Familie: Sebastian Lübeck verlässt White Wings Hanau. In: op-online.de. 21. Oktober 2022, abgerufen am 21. Oktober 2022.
26. ↑  Geschäftsführer Sebastian Lübeck verlässt die White Wings! In: White Wings Hanau. 4. November 2022, abgerufen am 7. Februar 2023.
27. 1 2 3  White Wings gehen in geregeltes Abwicklungsverfahren der Liga. In: White Wings Hanau. 4. März 2023, abgerufen am 5. März 2023.
28. 1 2  White Wings stellen Insolvenzantrag: Bis Saisonende fehlen 140 000 Euro. In: Offenbach-Post. 5. März 2023, abgerufen am 5. März 2023.
29. ↑  Nachlizenzierungsverfahren für die White Wings Hanau. In: 2. Basketball-Bundesliga. 8. März 2023, abgerufen am 8. März 2023.
30. ↑  Punktabzug für die White Wings Hanau. In: 2. Basketball-Bundesliga. 4. April 2023, abgerufen am 4. April 2023.
31. ↑  Lizenzentzug White Wings Hanau. In: 2. Basketball-Bundesliga. 7. April 2023, abgerufen am 7. April 2023.
32. ↑  White Wings Hanau – Lizenzentzug rechtskräftig. In: 2. Basketball-Bundesliga. 15. April 2023, abgerufen am 15. April 2023.
33. ↑  Kampflos im Viertelfinale. In: Itzehoe Eagles. 15. April 2023, abgerufen am 5. Mai 2023.
34. ↑  Zwischen Frust und Forderungen: Dubiose Vorgänge rund um das Aus der White Wings wirken nach. In: Offenbach-Post. 6. Juli 2023, abgerufen am 19. Juli 2023.
35. ↑  Das sind wir! In: TG Hanau, Abteilung Basketball, bei Instagram.com. 5. Juni 2023, abgerufen am 12. September 2023.
36. ↑  2. Basketball-Bundesliga | HEBEISEN WHITE WINGS starten definitiv in der ProA – Mesghnas Vertrag verlängert. Abgerufen am 20. März 2017.
37. ↑  Tabelle ProB Süd. In: 2basketballbundesliga.de. Abgerufen am 9. April 2022.